# 小行星95793
小行星95793（95793 Brock）是一颗绕太阳运转的小行星，为主小行星带小行星。该小行星于2003年3月20日发现。
該小行星以布拉德·布洛克（Brad Brock）命名。

## 轨道参数
小行星95793的轨道半长轴为359 798 412 km，2.4050696 UA，离心率为0.075。